# محوطه حسینی
محوطه حسینی مربوط به دوره ساسانیان است و در شهرستان گیلانغرب، بخش مرکزی، دهستان دیره، ۷۰۰ متری شمال شرق روستای نسار دیره واقع شده و این اثر در تاریخ ۱۸ اسفند ۱۳۸۷ با شمارهٔ ثبت ۲۴۸۰۱ به‌عنوان یکی از آثار ملی ایران به ثبت رسیده است.